# صهارية

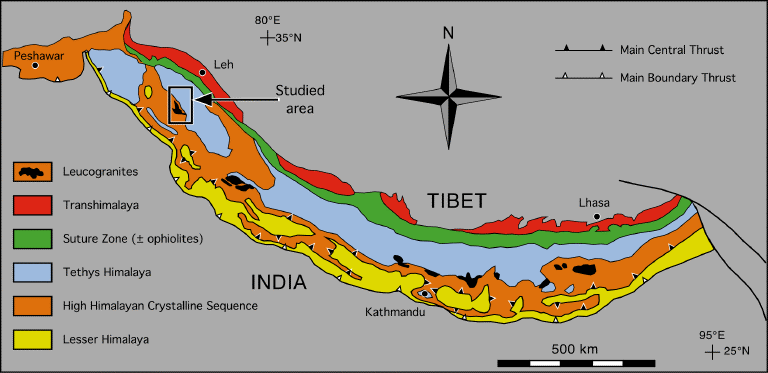
خريطة جيولوجية تظهر حوض نهر غانغديز، وهو نتاج نشاط الصهارية منذ حوالي 100 مليون سنة.

الصهارية أو القِطْرية أو تكون الصهارة هي وضع الصهارة داخل وعلى سطح الطبقات الخارجية لكوكب أرضي، والتي تتصلب صخورًا نارية. وهي تقوم بذلك من خلال النشاط البركاني أو النشاط الناري، وإنتاج وتدخل وبثق الصهارة أو الحمم البركانية. البراكين هو التعبير السطحي للصهارية.
الصهارية هي إحدى العمليات الرئيسية المسؤولة عن تكوين الجبال. تعتمد طبيعة الصهارة على الإعداد التكتوني [الإنجليزية]. على سبيل المثال، ترتبط الصهارية الأنديزيتية بتكوين أقواس الجزيرة عند حدود الصفائح المتقاربة بينما توجد الصهارية البازلتية في حيود وسط المحيط أثناء تمدد قاع البحر عند حدود الصفائح المتباعدة.
تتشكل الصهارة على الأرض من خلال الذوبان الجزئي [الإنجليزية] لصخور السيليكات إما في الوشاح أوالقشرة القارية أو القشرة المحيطية. عادة ما توجد أدلة على نشاط الصهارية في شكل صخور نارية تكونت من الصهارة.

## حدود متقاربة
ترتبط الصهارية بجميع مراحل تطور حدود الصفائح المتقاربة، من بدء الاندساس إلى الاصطدام القاري وعواقبه المباشرة.

## حدود متباعدة
تكون القشرة الجديدة التي تتشكل عند الحدود المتباعدة داخل القشرة المحيطية بالكامل تقريبًا من المواد المنصهرة في الأصل.

## داخل الصفيحة
يشكل نشاط الصخور المنصهرة بعيدًا عن حدود الصفائح جزءًا مهمًا من الصهارية على الأرض، بما في ذلك أكبر الأحداث الصخرية المعروفة، المقاطعات البركانية الكبيرة.

## الصهارة الدخيلة ضد المبثوقة
قدرت الأحجام النسبية للصهارة المبثوقة مقابل الصهارة الدخيلة لمختلف الإعدادات التكتونية خلال حقبة الحياة الحديثة. بشكل عام، يتراوح الإجمالي العالمي للبراكين بين 3.7 و4.1 كيلومتر مكعب، مقارنة بـ 22.1 - 29.5 كيلومتر مكعب للدخيلات.